# Ngữ tộc Omo
Ngữ tộc Omo là một nhóm ngôn ngữ hiện diện ở miền tây nam Ethiopia. Chữ Ge'ez là hệ chữ viết của một số ngôn ngữ Omo, số khác được viết ra bằng chữ Latinh. Đây là những ngôn ngữ nặng tính chắp dính và có hệ thống thanh điệu phức tạp (ví dụ, trong tiếng Bench). Có tổng cộng chừng 6,2 triệu người nói các ngôn ngữ Omo. Ngữ tộc Omo được xếp vào ngữ hệ Phi-Á, dù một số học giả phản đối điều này. Ngữ tộc này lấy tên theo sông Omo ở nam Ethiopia.

## Ngôn ngữ
Hai nhánh Omo Bắc và Nam được chấp nhánh. Điều khúc mắc là vị trí của nhóm ngôn ngữ Mao trong ngữ tộc Omo. Bender (2000) phân loại ngữ tộc Omo như sau:
- Omo Nam (Hamer-Banna, Aari, Dime, Karo)
- Omo Bắc
  - Mao
    - Bambassi
    - Mao Tây (Hozo, Seze, Ganza)

  - Dizoid (Dizi, Sheko, Nayi)
  - Gonga–Gimoja
    - Gonga/Kefoid (Boro, Anfillo, Kafa, Shekkacho)
    - Gimoja
      - Yemsa
      - Ometo–Gimira
        - Bench
        - Chara
        - Ometo

Hayward (2003) tách nhóm Mao ra thành nhánh thứ ba của ngữ tộc Omo:
- Omo Nam
- Mao
- Omo Bắc
  - Dizoid
  - Ta–Ne
    - Gonga
    - Gimoja
      - Yemsa
      - Bench
      - Ometo–Chara

Blench (2006) đưa ra phân loại dè dặt hơn cả:
- Omo Nam
- Omo Bắc
  - Mao
  - Dizoid
  - Gonga (Kefoid)
  - Yem
  - Gimira
  - Ometo (?Chara)

Tiếng Bosha† hiện không được phân loại; Ethnologue liệt kê rằng nó là phương ngữ tiếng Kafa, nhưng ghi chú rằng nó có thể là ngôn ngữ riêng biệt.

## Phân loại
Ngữ tộc Omo thường được nhìn nhận là nhánh ngôn ngữ Phi-Á khác biệt nhất.
Vào thời kì đầu, Greenberg (1963) cho rằng nó là "nhánh Tây" của ngữ tộc Cushit. Fleming (1969) lập luận rằng nó nên được coi là một nhánh riêng rẽ (đã được Bender (1971) chứng minh). Hầu hết học giả chấp thuận điều này, dù số ít vẫn giữ quan điểm nhóm Omo là nhánh Cushit Tây, hay rằng chỉ ngữ chi Omo Nam là nhánh riêng, còn Omo Bắc thì vẫn nằm trong ngữ tộc Cushit. 
Blench (2006) lưu ý rằng ngữ tộc Omo chia sẻ phần từ vựng liên quan đến thu gom mật ong với phần còn lại của ngữ hệ Phi-Á, nhưng phần từ vựng về chăn thả bò thì lại không, cho thấy rằng ngữ tộc Omo đã tách ra khỏi phần còn lại hệ Phi-Á khi công việc mục súc chưa xuất hiện. Một số học giả nghi ngờ về việc ngữ tộc Omo liệu có phải thuộc ngữ hệ Phi-Á hay không,
Theil (2006) đề xuất rằng nhóm Omo nên được coi như một ngữ hệ riêng.
Tuy nhiên, theo quan điểm số đông, dựa trên bằng chứng hình thái học, thì việc ngữ tộc Omo thuộc ngữ hệ Phi-Á là điều khó bàn cãi.